# Эд-Даммам

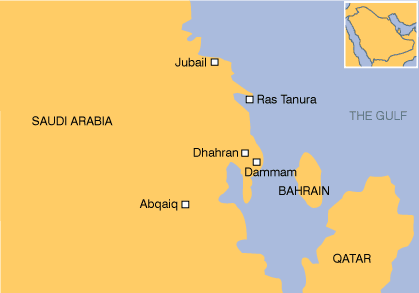
Карта

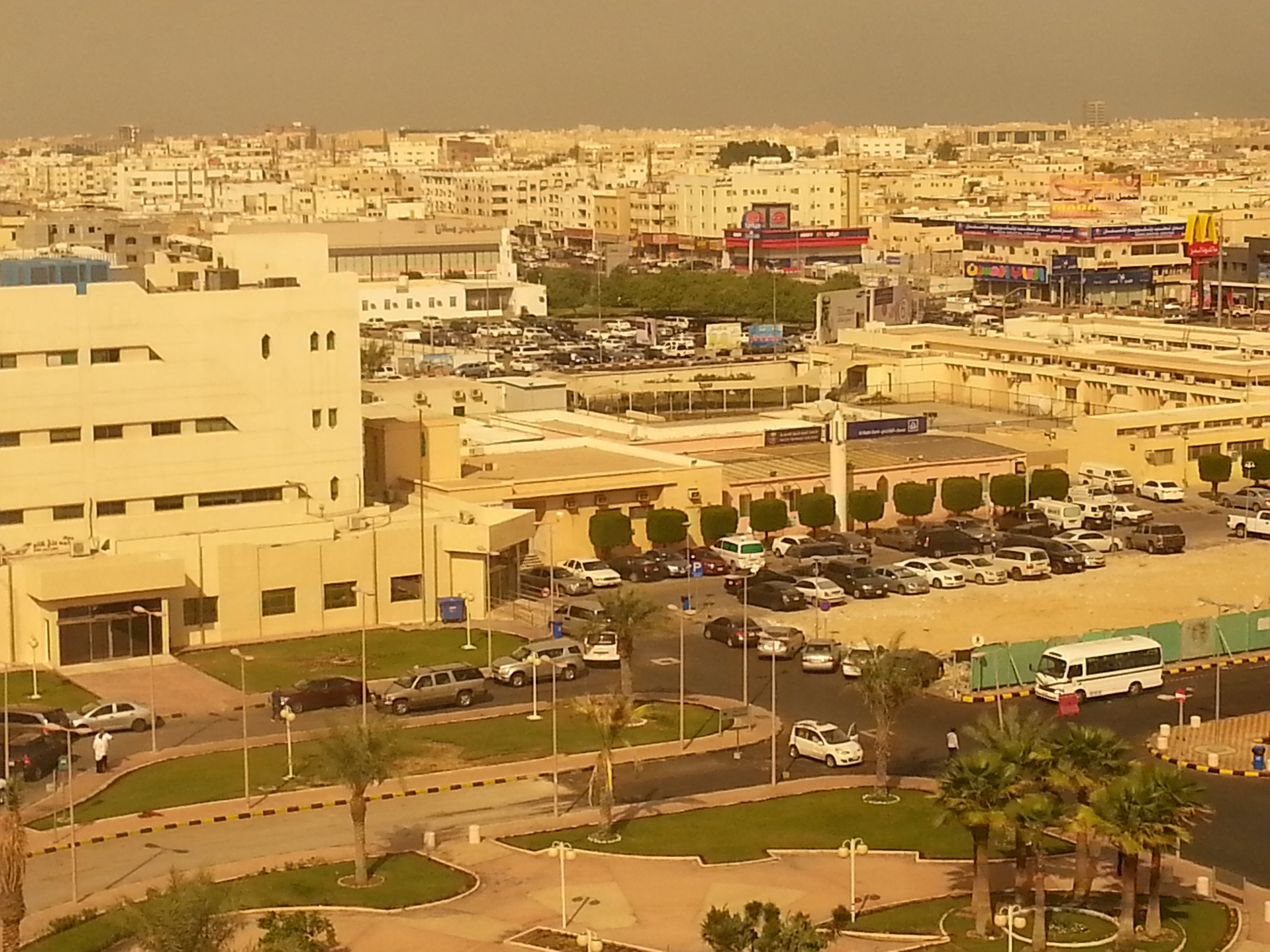
Медицинский комплекс

Эд-Дамма́м, Дамма́м (араб. الدمام‎) — город-порт в Саудовской Аравии, административный центр округа Эш-Шаркия (Восточной провинции).
Расположен на западном берегу Персидского залива в 400 километрах на восток от Эр-Рияда.

## История
На рубеже 1960—1970-х гг. город являлся крупнейшим портом страны (через который проходило около 70 % всех импортных грузов), численность населения в это время составляла 20 тыс. человек.
Эд-Даммам — пятый по численности населения город. Среди коренного населения преобладают шииты. Однако коренных жителей не более 25 %. В основном население составляет приезжая рабочая сила из Индии, Пакистана, Филиппин, Бангладеш, а также из окружающих арабских стран: Египта, Сирии и т. д.

## Экономика
Крупный торговый центр.
Один из двух центров судоремонтной промышленности страны (здесь находятся два дока для ремонта судов водоизмещением 22 000 тонн и 65 000 тонн).
Центр производства и ремонта военной техники. В городе находится завод «Abdullah Al Farris Company Heavy Industries» (на котором в 1998 году было освоено производство бронетранспортёров «Аль-Фахд-1» и «Аль-Фахд-2»). Также здесь находится завод «Armored vehicles and heavy equipment factory» — крупнейшее предприятие страны по производству бронетехники, которое осуществляет техническое обслуживание, ремонт и модернизацию американских бронетранспортёров M113, французских бронеавтомобилей «Панар» AML-60 и AML-90, выпускает комплекты бронирования для установки на внедорожники HMMWV, а также изготавливает патрульные бронемашины на базе внедорожников «Toyota Land Cruiser».

## Транспорт
Морской порт. Здесь находится конечная станция железнодорожной линии Даммам — Эр-Рияд.
В 25 км от центра города расположен крупный международный аэропорт Король Фахд.